# ロスモチス (シナロア州)
ロスモチス (Los Mochis) は、メキシコ北西部にあるシナロア州の都市であり、州北部のカリフォルニア湾岸に位置する。人口は約230,000人。バランカ・デル・コブレを通りチワワまで延びるチワワ太平洋鉄道の西側のターミナルである。

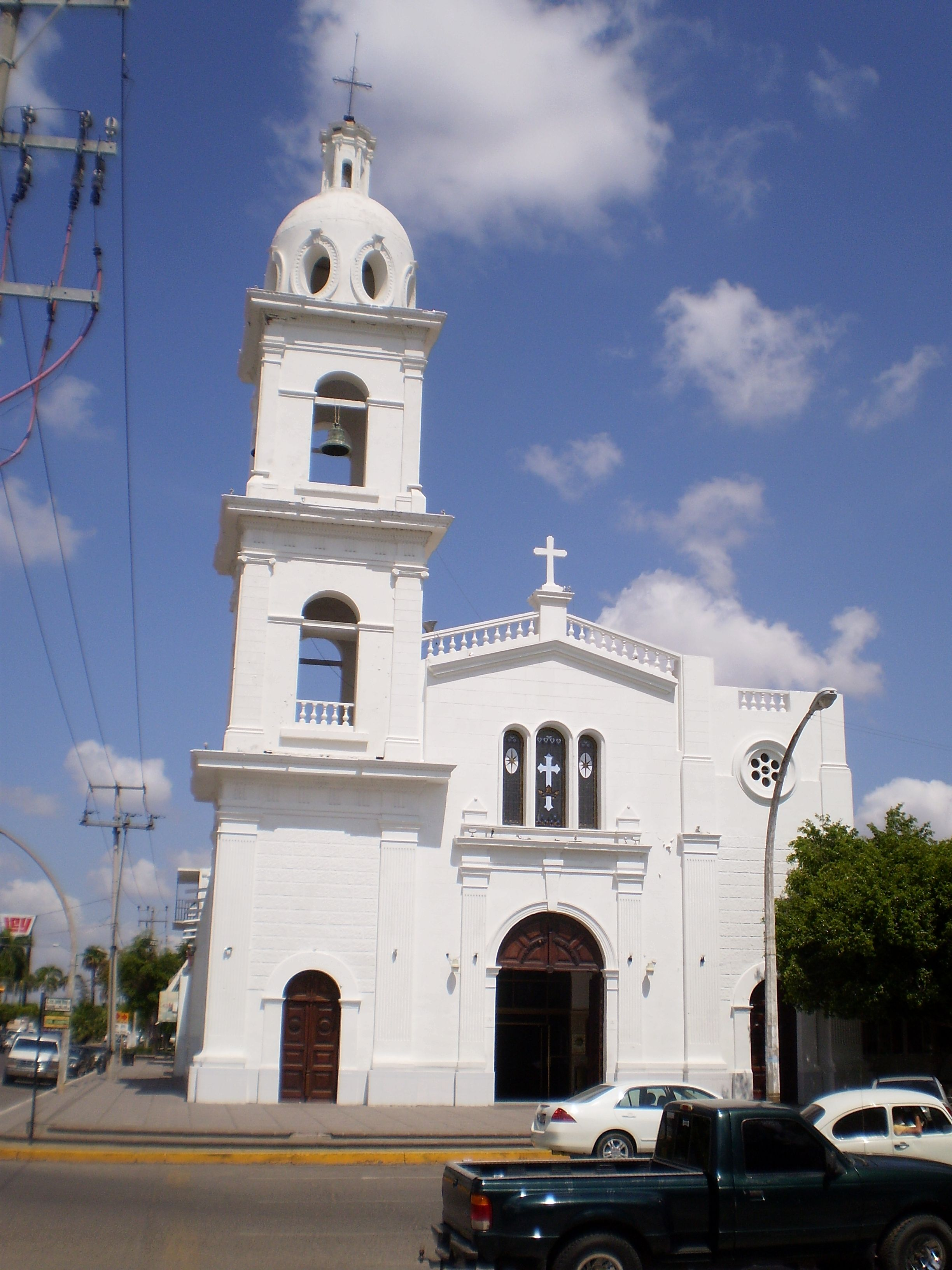
Iglesia del Sagrado Corazón de Jesús

## 気候
ステップ気候に分類される。夏は気温が日中で40℃に達し、夜間でも26℃程度と非常に暑く、また降水は夏季に集中しており湿度が非常に高い。冬も日中の気温が30℃に達するほど温暖である。

## スポーツ
- カニェロス・デ・ロス・モチス - リーガ・メヒカーナ・デル・パシフィコに所属する野球チーム。本拠地はエスタディオ・エミリオ・イバーラ・アルマーダ

## 出身人物
- ルイス・アヤラ （野球）
- テディ・ヒゲーラ（野球）
- アレクサンダー・アルメンタ（野球）
- ローラ・ハリング （女優）
- ウーゴ・カサレス （ボクシング）
- ウンベルト・ソト （ボクシング）
- ホルヘ・アルセ （ボクシング）
- フェルナンド・モンティエル （ボクシング）
- ウーゴ・ルイス （ボクシング）

## 姉妹都市
- ベルフラワー （アメリカ合衆国 カリフォルニア州）
- サンタローザ （アメリカ合衆国 カリフォルニア州）
- マッカイ （オーストラリア クイーンズランド州）
- クアラルンプール （マレーシア)